# Erkö
Erkö is een Duits historisch merk van motorfietsen.
De merknaam stamde van de naam van de eigenaar: Richard Köhler.
Köhler produceerde zijn motorfietsen van 1922 tot 1924 in Chemnitz. Hij maakte eigen frames waarin hij 145cc-inbouwmotoren van het nabijgelegen DKW monteerde.
Met die machines en dankzij de inkoop van inbouwmotoren voorzag hij in de behoefte aan goedkope, lichte vervoermiddelen die in het Duitsland van na de Eerste Wereldoorlog was ontstaan, maar honderden concurrenten waren op hetzelfde idee gekomen. Richard Köhler moest de productie dan ook al in 1924 beëindigden. Een jaar later volgden ook ruim 150 van zijn concurrenten.